# Història de les xarxes socials
Les xarxes socials s'han convertit, en pocs anys, en un fenomen global que forma part de la nostra vida. Les xarxes socials són unes estructures socials formades per persones o entitats connectades i unides entre si per algun tipus de relació o interès comú, estem connectats molt abans de tenir connexió a Internet. El terme s'atribueix als antropòlegs britànics Alfred Radcliffe-Brown i Jhon Barnes.
En antropologia i sociologia, les xarxes socials han estat matèria d'estudi en diferents camps, des de l'anàlisi de les relacions de parentiu en grups petits fins a les noves investigacions sobre diàspores d'immigrants en entorns multisituats, però l'anàlisi de les xarxes socials també s´ha dut a terme per altres especialitats que no pertanyen a les ciències socials. Per exemple, en matemàtiques i ciències de la computació, la teoria de grafs representa les xarxes socials mitjançant nodes connectats per arestes, on els nodes serien els individus i les arestes les relacions que els uneixen.
Els primers intents de comunicació a través d'Internet ja estableixen xarxes, i són la llavor que donarà lloc al que més tard seran els serveis de xarxes socials tal com els coneixem actualment, amb creació d'un perfil i llista de contactes.
Per tot això, plantejarem la seva història contextualitzada mitjançant una cronologia dels fets més rellevants del fenomen que suposen les xarxes socials basades en Internet.

## Cronologia
| Any        | Esdeveniment |
| ---------- | --- |
| 1971       | S'envia el primer correu electrònic entre dos ordinadors situats un al costat de l'altre a l'Inderpreet I Junqiang Tula. |
| 1978       | Ward Christensen i Randy Suess creen el BBS (Bulletin Board Systems) per informar els seus amics sobre reunions, publicar notícies i compartir informació. |
| 1994       | Es llança GeoCities, un servei que permet als usuaris crear els seus propis llocs web i allotjar-los en determinats llocs segons el seu contingut. |
| 1995       | La Web arriba al milió de llocs web, i The Globe ofereix als usuaris la possibilitat de personalitzar les seves experiències en línia. En aquest mateix any, Randy Conrads crea Class mates, una xarxa social per contactar amb antics companys d'estudis. Classmates és per a molts el primer servei de xarxa social.    |
| 1997       | Llançament d'AOL Instant Messenger, que ofereix als usuaris el xat, a temps que comença el blogging i es llança Google. També s'inaugura SixDegrees, una xarxa social que permet la creació de perfils personals i llistat d'amics. Només durarà fins a l'any 2000.                                                       |
| 1998       | Neix Friends Reunited, una xarxa social britànica similar a classmates. Així mateix, es realitza el llançament de Blogger. |
| 2000       | Esclata la "Bombolla d'Internet". En aquest any s'arriba a la xifra de setanta milions d'ordinadors connectats a la Xarxa. |
| 2002       | Es llança el portal Friendster, que arriba als tres milions d'usuaris en només tres mesos |
| 2003       | Neixen MySpace, LinkedIn i Facebook.Creada pel conegut Mark Zuckerberg. Facebook es concep inicialment com a plataforma per connectar els estudiants de la Universitat Harvard. A partir d'aquest moment neixen moltes altres xarxes socials com Hi5 i Netlog, entre d'altres                                             |
| 2004       | Es llancen Digg, com a portal de notícies socials; Bec, amb l'acrònim de "Bloc Early, Bloc Often"; i Orkut, Gestionada per Google. |
| 2005       | Youtube comença com a servei d'allotjament de vídeos, i MySpace es converteix en la xarxa social més important dels Estats Units. |
| 2006       | S'inaugura la xarxa social de microblogging Twitter. Google compta amb 400 milions de cerques per dia, i Facebook segueix rebent ofertes multimilionàries per comprar la seva empresa. A Espanya es llança Tuenti, una xarxa social enfocada al públic més jove. Aquest mateix any, també comença la seva activitat Badoo |
| 2008       | Facebook es converteix en la xarxa social més utilitzada del món amb més de 200 milions d'usuaris, avançant a MySpace. Neix Tumblr com a xarxa social de microblogging per competir amb Twitter. |
| 2009       | Facebook arriba als 400 milions de membres, i MySpace retrocedeix fins als 57 milions. L'èxit de Facebook és imparable. |
| 2010       | Google llança Google Buzz, la seva pròpia xarxa social integrada amb Gmail, si primera setmana els seus usuaris van publicar nou milions d'entrades. També s'inaugura una altra nova xarxa social, Pinterest. |
| 2011       | MySpace i Bebo es redissenyen per competir amb Facebook i Twitter. LinkedIn es converteix en la segona xarxa social més popular als Estats Units amb 33,9 milions de visites al mes. En aquest any es llança Google +, una altra nova aposta de Google per les xarxes socials.                                            |
| 2012       | Facebook ha superat els 800 milions d'usuaris, Twitter compta amb 200 milions, i Google+ registra 62 milions. La xarxa espanyola Tuenti arribar al febrer d'aquest any els 13 milions d'usuaris. |
| Actualment | L'agost de 2017 el nombre d'usuaris actius en xarxes socials va arribar l'enorme xifra de 3.000 milions. |

En l'any 2017, Facebook es manté com la xarxa social líder a 119 països, però ha estat desplaçat del número u en aquest any en 9 territoris, per Odnoklassniki, Vkontakte i Linkedin.
En alguns països com Botwana, Moçambic, Namíbia, Iran i Indonèsia, Instagram és el líder.
Alguns territoris d'Àfrica prefereixen Linkedin. A la Xina, Qzone domina el paisatge asiàtic, a excepció del Japó on el líder és Twitter. En resum, Linkedin domina en 9 països, Instagram a 7, mentre que VKontakte i Odnoklassniki creixen en els territoris de llengua eslava. En l'any 2021, Mark Zuckerberg anuncia el Metaverse: META.Meta es un projecte que al llarg dels anys es pot convertir en l'actualització definitiva per a les xarxes socials.